# Étang de Miragoâne
Der Étang de Miragoâne ist der zweitgrößte See in Haiti. Durch ihn zieht sich die Grenze zwischen dem Département Nippes und dem Département Ouest.

## Geographie
Der Étang de Miragoâne im Département Nippes (teilweise auch im Département Ouest) ist ein Süßwassersee, der in weiten Teilen sumpfig ist und eine Fläche von etwa 25 km² hat.
Die namensgebende Stadt Miragoâne lag früher direkt an dem See. Die Einwohner mussten sich jedoch aufgrund steigender Wasserstände des Sees zurückziehen.
Der Étang de Miragoâne wird von mehreren Bergbächen, insbesondere der Source Pineau, aus dem westlichen Teil der Selle-Bergkette gespeist.
Der See ist 10 km lang und 5 km breit (westlicher Teil) bzw. 2 km breit (östlicher Teil), wobei der mittlere Teil des Sees nur einen Kilometer breit ist. Der Etang de Miragoâne besteht genau genommen aus zwei Seen, die durch einen Überlauf miteinander verbunden sind. Während der Regenzeit bilden sie einen einzigen großen See, der über einen unterirdischen Abfluss in das Meer fließt.

## Limnologie
Das Wasser des Sees wird von Calcium- und Hydrogencarbonat-Ionen dominiert. Der See verfügt über unterschiedliche Wärmeschichten und die Sauerstoffsättigung ist schwankend.
Die Sedimentationsraten des Sees lagen in den letzten 130 Jahren zwischen 0,008 und 0,030 Gramm. Untersuchungen weisen auf präkolumbianische Ablagerungen hin. Es sind Pollen im Sediment festzustellen, die auf einen intakten, trockenen Wald hinweisen. Die präkolumbischen Ablagerungen sind reich an organischem Material und relativ arm an Karbonaten. Der Kontakt mit Europa zeigt sich in zwei Episoden der Entwaldung nach der Ankunft der Europäer. Die daraus resultierende Bodenerosion wird durch einen Rückgang des Gehalts an organischer Substanz und einen Anstieg der Karbonate dokumentiert. Die Oberflächensedimente spiegeln die weit verbreitete Entwaldung und den Bodenverlust wider, die das Einzugsgebiet des Sees heute kennzeichnen.

## Flora und Fauna
Der Étang de Miragoâne ist ein Schutzgebiet der Biodiversität und beherbergt eine reiche Wasserfauna mit Vögeln wie dem Goldhähnchen (Regulidae), dem Schneereiher (Egretta thula), dem Gelbscheitel-Nachtreiher (Nyctanassa violacea),  der Schnepfe (Scolopacidae), der Westindischen Pfeifente (Dendrocygna arborea), dem Sichelhuhn (Plegadis falcinellus) und dem Prachttaucher (Gavia arctica). Es gibt ferner weitere Entenvögel, die regelmäßig gejagt werden.
Der See wird von 13 Fischarten bewohnt, darunter 8 endemische Arten wie die lebendgebärende Gattung Limia, die das klare, manchmal schlammige, dunkel gefärbte Wasser bevölkern, in dem es kein nennenswertes Phytoplankton gibt.